# Kościół „Chrystus dla wszystkich”
Kościół „Chrystus dla wszystkich” – niezależny kościół protestancki o charakterze zielonoświątkowym powstały i działający w Polsce, będący częścią Aliansu Ewangelicznego. W 2005 roku liczył 327 wiernych w 6 zborach. 3 listopada 1993 roku został wpisany do rejestru kościołów i innych związków wyznaniowych MSWiA w dziale A, pod numerem 80.
Leszek Jańczuk uznał ten Kościół za wspólnotę pentekostalną trudną do sklasyfikowania (druga lub trzecia fala).
Główny zbór założony w 1993 r. Kościoła „Chrystus dla Wszystkich” znajduje się w Szczecinie, a siedziba kościoła w Toruniu. Obecnie zbory znajdują się w Szczecinie, Toruniu i Strzelcach Opolskich.